# Kuala Perlis
Kuala Perlis – miasto w Malezji, w stanie Perlis. Według danych szacunkowych na rok 2008 liczy 13 760 mieszkańców. Ośrodek przemysłowy.